# Genesis Traiding Cup II 2025
Der Genesis Traiding Cup II 2025 ist ein Tennisturnier, das vom 18. bis 23. August 2025 in Sofia stattfindet. Es ist Teil der ATP Challenger Tour 2025 und wird im Freien auf Sand ausgetragen.
Das Teilnehmerfeld der Einzelkonkurrenz besteht aus 32 Spielern, jenes der Doppelkonkurrenz aus 16 Paaren.

## Qualifikation
Die Qualifikation findet am 17. und 18. August 2025 statt. Ausgespielt werden sechs Qualifikationsplätze, die zur Teilnahme am Hauptfeld des Turniers berechtigen.